# Slamniki
Slamniki este o localitate din comuna Bled, Slovenia, cu o populație de 10 locuitori.